# 曼翹
曼翹（英語：Mangrove），是位於香港九龍紅磡鶴園馬頭圍道68號的單幢住宅，樓高共26層，由桂洪集團發展，2021年12月落成。2022年4月起入伙。屋苑鄰近家維邨。

## 簡介
曼翹 設26層（包括會所，住宅不設14及24樓），提供130伙，只提供開放式至1房住宅單位。開放式的單位實用面積介乎186方呎至192方呎，而1房住宅單位實用面積介乎232方呎至250方呎。層與層之間高度為3.12米。項目每層6伙，設2部升降機，屬35校網。

## 商店
地鋪設兩間店鋪，分別是譚仔三哥米線和救世軍家品店。一樓及二樓由24/7 FITNESS租用。

## 外部連結
- 曼翹 官方網頁 （页面存档备份，存于）